# José Boto
José Fernando Rodrigues Boto (Loures, 2 de março de 1966) é um diretor esportivo português. A partir de 1 de janeiro, assumiu como diretor de futebol do Flamengo, contratado pelo presidente do clube, Luiz Eduardo Baptista.

## Carreira

### Anos iniciais
José Fernando Rodrigues Boto nasceu em 2 de março de 1966, em Loures, distrito de Lisboa. Começou a trabalhar como treinador na equipe local da sua terra natal (1996–1997), antes de se transferir para o Sacavenense (1997–2001) e, depois, se transferiu para o Benfica, como assistente (2002–2004), retornado ao Sacavenense (2004–2006).
A partir de 2007, tornou-se "olheiro" (análise de desempenho), enquanto, em 2010, assumiu a chefia do departamento de análise de desempenho, função que ocupou até 2018, quando deixou o clube português.

### Shakhtar Donetsk
Em 2018, se mudou para a Ucrânia e se tornou diretor esportivo do Shakhtar Donetsk, assumindo uma parcela significativa da responsabilidade pela construção do elenco. Sob sua gestão, o Shakhtar conquistou vários títulos e jogou na Liga dos Campeões da UEFA.

### PAOK
No final de 2021, mudou-se para o PAOK, da Grécia, como diretor esportivo durante dois anos e meio.

### NK Osijek
Em 11 de janeiro de 2024, foi anunciado como diretor esportivo do NK Osijek da Liga Croata de Futebol, em um contrato de dois anos e meio.
Em 20 de dezembro de 2024, depois de ser anunciado pelo Flamengo, o clube croata anunciou a saída do dirigente do clube.
| “                                                       | José Boto não é mais o diretor esportivo do Osijek Football Club. A seu pedido, a cooperação foi encerrada, o que significa que ele renunciou ao cargo que ocupava conosco. Conforme já divulgado na mídia, Boto decidiu aceitar a oferta que recebeu do Flamengo nos últimos dias. Respeitamos sua escolha e desejo de ir para o Brasil. Lembramos que chegou ao Opus Arena em janeiro deste ano, quando assinou contrato de 2,5 anos. Separamo-nos corretamente, pois trabalhamos juntos há menos de um ano, e desejamos felicidades e sucesso ao José em seu novo ambiente. | ” |
| — Nota oficial do NK Osijek sobre a saída do dirigente, | |   |

### Flamengo

#### Anúncio
Em 18 de dezembro de 2024, durante a posse do presidente do clube, Luiz Eduardo Baptista (BAP), foi anunciado como novo diretor de futebol do clube, a partir de 2025, quando o novo mandatário assume a presidência.
| “                                                     | Nosso diretor técnico será o José Boto e nosso técnico será Filipe Luís. O Filipe teve um início sensacional, começou muito bem. Tenho contato com ele há algum tempo, conversamos. Conversei também com nosso diretor técnico sobre perfil. A gente queria avaliar a vontade do Filipe de estar com a gente. A vontade dele de se superar e de aprender faz com que essa escolha seja a correta. | ” |
| — Luiz Eduardo Baptista, durante o discurso de posse, | |   |

#### Mensagem à torcida
Pouco depois do anúncio feito pelo novo presidente do Flamengo, postou nas redes sociais um recado para a torcida do Flamengo.
| “                               | Eu só queria dizer que estou superfeliz por me juntar à Nação e que não vejo a hora de chegar ao Rio e começar a trabalhar. Neste momento, ainda tenho mais dois dias de contrato com meu clube, quero focar no jogo de sexta-feira, mas queria dizer que estou superfeliz e supermotivado por me juntar à Nação e começar a trabalhar. | ” |
| — José Boto, nas redes sociais, | |   |

#### Primeiras decisões
Antes mesmo de assumir o cargo, em janeiro de 2025, o dirigente já atuou em algumas decisões do futebol do clube. Foi sua a decisão de não liberar o zagueiro João Victor para a convocação da Seleção Brasileira Sub-20 que vai disputar o Campeonato Sul-Americano de Futebol Sub-20, em 2025, na Venezuela — o clube já havia liberado o zagueiro e capitão Iago. A outra decisão foi a não renovação do contrato do também zagueiro David Luiz — contratado pelo Benfica, durante o período em que Boto era o dirigente do clube e, inclusive, o contato com o atleta foi feito pelo dirigente, exatamente por já se conhecerem anteriormente.

#### Encontro com Filipe Luís
Em 23 de dezembro, o dirigente postou no Instagram seu encontro com o treinador do Flamengo, Filipe Luís, em Portugal. O dirigente está passando um período de férias no país natal com a família, antes de viajar para o Rio de Janeiro — a previsão do desembarque é 28 de dezembro. Foi o primeiro encontro da dupla como colegas de trabalho, mas o contato entre eles tem sido mantido há semanas, visando o planejamento para a temporada 2025 do clube.

#### Chegada ao Rio de Janeiro
O dirigente português desembarcou no Galeão, em 28 de janeiro. Após o desembarque, concedeu entrevista à FlaTV e, depois, foi diretamente ao Maracanã, onde foi recebido pelo presidente, Luiz Eduardo Baptista e recebeu a camisa do Flamengo com o número 12 e seu nome. Depois, conheceu os vestiários e a estrutura do estádio em dia de jogos e assistiu, do camarote, o Jogo das Estrelas.
| “                                                           | Primeiro, é uma responsabilidade muito grande, um orgulho muito grande. Peço desculpa pela voz, que está horrível. A expectativa no Flamengo é sempre ganhar. Em qualquer competição, vamos para ganhar. Quero agradecer ao presidente e ao Filipe Luís também. Eu estava no norte de Portugal, combinei de encontrá-lo (Filipe Luís), ele tem ideias muitas modernas, temos ideias muito parecidas, foi ótimo (o encontro). O elenco é excelente. A expectativa é sempre poder puxar mais por ele. Penso que este elenco ainda tem mais alguma coisa a dar. Vamos trabalhar para dar alegria à Nação. | ” |
| — Em entrevista à FlaTV, logo após o desembarque no Galeão, | |   |

#### Visita ao Ninho do Urubu
No dia seguinte a chegada ao Rio de Janeiro, Boto foi ao Ninho do Urubu para conhecer mais à fundo o CT do Flamengo. Ele foi apresentado, pelo presidente BAP, a alguns funcionários do clube e acompanhou parte da atividade dos jogadores que já retornaram das férias e estão se preparando para as rodadas iniciais do Campeonato Carioca.

#### Primeira entrevista
Em 30 de dezembro, concedeu a primeira entrevista coletiva, no Ninho do Urubu. O novo dirigente reforfou que recebu carta branca do presidente para tomar decisões sobre o futebol do clube, inclusive sobre a permanência ou não do treinador Filipe Luís.
| “                                                                                        | A escolha foi de minha responsabilidade. Eu poderia ter escolhido outro treinador. Sou pioneiro, eu e uma equipe que trabalhava comigo no Shakhtar Donetsk, de uma coisa chamada scouting de treinadores. Tínhamos uma linha definida de como queríamos jogar, o dono do clube exigia. Contratávamos treinadores que respeitavam esse DNA. E criamos um scouting de treinadores, uma lista com esse DNA. O Filipe foi uma escolha minha e, se falhar, a culpa é minha. Isso é profissionalização. É fácil mudar o treinador 11 vezes e ninguém ter culpa disso. | ” |
| — José Boto, em sua primeira entrevista coletiva, sobre a escolha de manter Filipe Luís, | |   |

#### Assinatura do contrato
Em 23 de janeiro de 2025, o Flamengo anunciou a assinatura do contrato com o diretor executivo. O dirigente já vinha trabalhando no clube desde o final de 2024 mesmo sem vínculo oficial. O acerto entre os advogados aconteceu próximo da viagem de pré-temporada para os Estados Unidos e a assinatura ficou para o retorno. O contrato é válido até o final da temporada de 2026.

## Vida pessoal

### Brincadeira com Neymar
Em 2016, postou uma foto do filho Gonçalo com Neymar e brincou na legenda: "Gonçalo a ensiná-lo a soltar a bola". Mesmo parecendo uma "alfinetada", o dirigente já se declarou admirador do talento do brasileiro, citando-o em uma entrevista, em 2020, como referência técnica: "Os brasileiros querem imitar o Neymar, e os jovens do Uruguai querem imitar o Suárez. O fato de você ter um quadro de referências mais técnico, mais criativo, é igualmente muito importante ou tão importante como é jogar na rua".

### Carro alvejado
Em maio de 2024, quando era dirigente do NK Osijek, da Croácia, seu carro foi alvejado por sete tiros próximo de sua casa, sem feridos. O dirigente, à época, estava em Portugal. Segundo a imprensa local, a autoria do crime pode ser associada a máfia croata, e acredita-se que foi uma represália à demissão do treinador, o croata Zoran Zekić, e de outros seis funcionários do clube.